# Аниан
Вижте пояснителната страница за други личности с името Аниан.
Аниан (на латински: Anianus) е патриарх на Александрия от 68 до 82 година, пост, който предхожда коптските патриарси на православната църква на Александрия. Той е наследник на Свети Апостол Марк и е споменат в апокрифния Деяния на Марк.
Свети Марко споменава, че Аниан е обущар, поправящ сандали. Някои съвременни източници предполагат, че е аристократ, въпреки че това не е доказано с исторически документ, както при Свети Марк.
Той е канонизиран за светец – неговата памет се почита на 25 април.